# Microsemyra
Microsemyra là một chi bướm đêm thuộc họ Noctuidae.